# Frères Deckherr
Les Frères Deckherr sont des imprimeurs-libraires français actifs à Montbéliard au début du XIXe siècle.

## Histoire
Originaire de Spire, Jean-Théophile Deckherr (1748-1823) est libraire à Montbéliard à la fin du XVIIIe siècle. En 1796, il rachète le fonds de l'imprimeur Jean-Louis Becker.
En 1803, l'entreprise est reprise par le fils de Jean-Théophile, Théophile-Frédéric Deckherr (1776-1848). Son imprimerie, déplacée en 1811 à Porrentruy (alors ville française), est définitivement installée en 1813 à Montbéliard, où Théophile-Frédéric obtient un brevet d'imprimeur en 1819. La famille Deckherr reste toutefois active encore dix ans à Porrentruy, à la tête de l'imprimerie des  bailliages du Jura, où ils impriment le Journal du Jura entre 1817 et 1823.
Par contrat en date du 26 octobre 1812, Théophile-Frédéric s'associe pour vingt ans à ses frères Rodolphe-Henri (1785-1855) et Léopold-Hermann (1790-18..).
Breveté imprimeur-libraire en 1833, Rodolphe-Henri exerce jusqu'en 1848. Son fils Charles lui succède en 1850 mais pour peu de temps : il cède en effet ses parts à son associé, Henri Barbier, dès 1857, époux de Louise Deckherr, et ses brevets sont annulés en 1860.
Un autre fils de Rodolphe-Henri, Joseph-Alphonse (1815-1862), est le père du général Henri-Alphonse Deckherr et le grand-père du général Robert-Auguste Touchon.

## Productions
Les Deckherr ont produit des estampes populaires, comparables aux images d’Épinal, jusqu'en 1839, ainsi que des livres de colportage. Parmi ces derniers, on trouve surtout des ouvrages de dévotion, des livres de la bibliothèque bleue et des almanachs, comme Le Nouvel anabaptiste, ou l'Agriculteur-pratique.
Ils ont employé des graveurs d'images tels que François Desfeuilles (1779-18..), qui fonde sa propre fabrique à Nancy au début du XIXe siècle, et Jean-Charles Boulay (1799-18..).

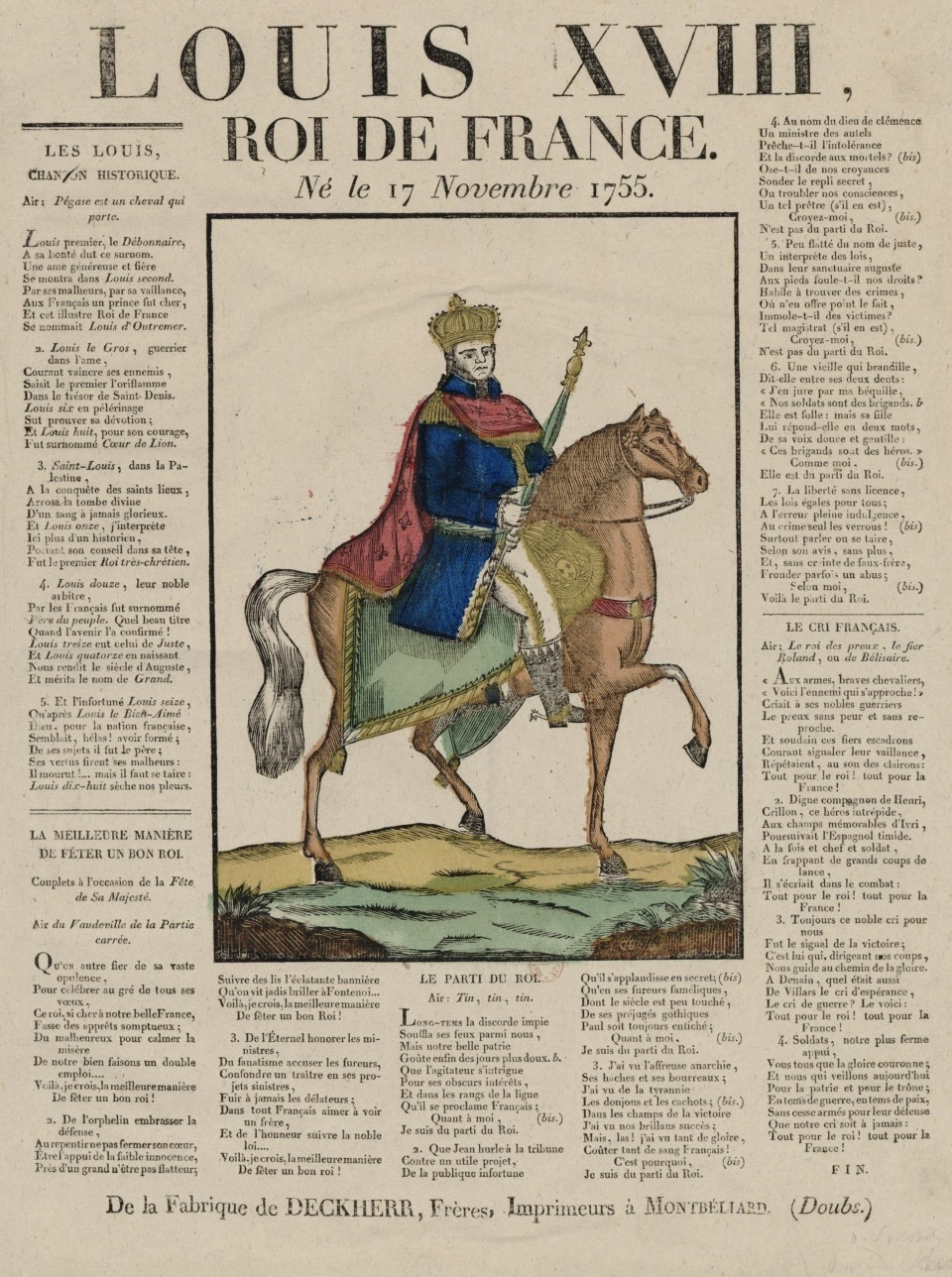
Louis XVIII, s.d.
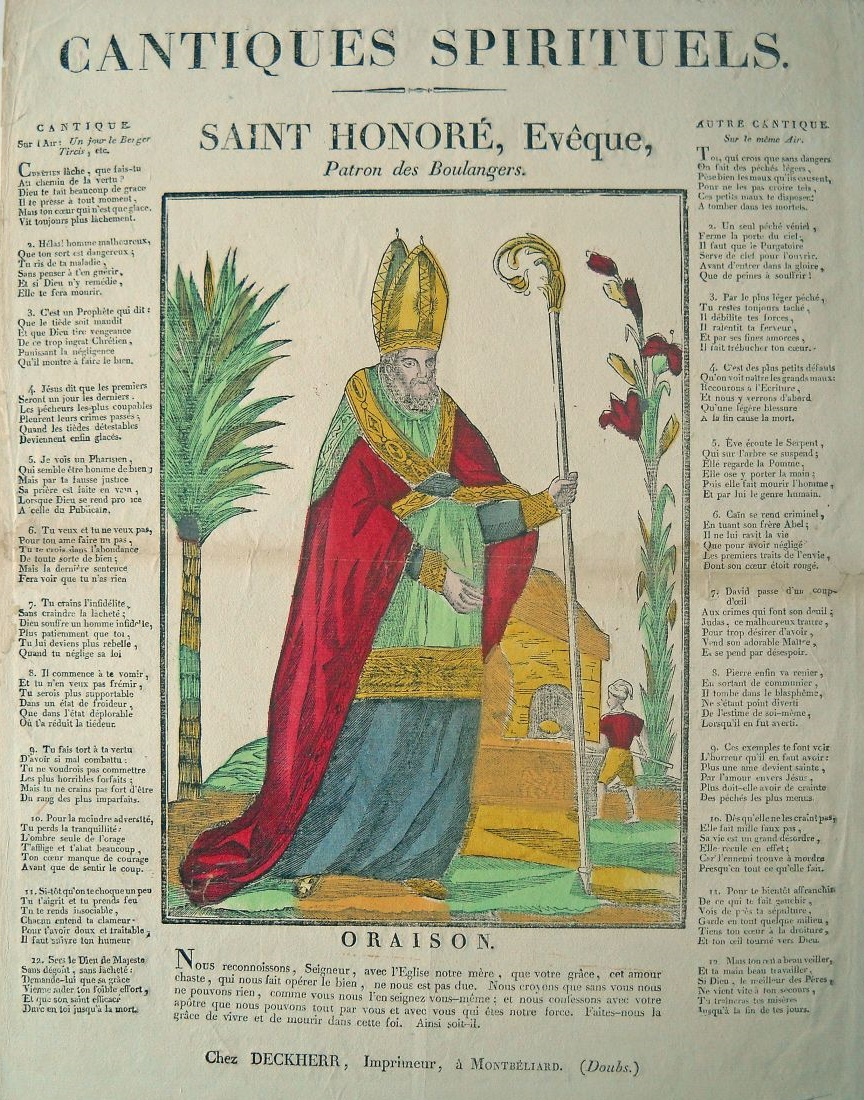
Saint Honoré, s.d.
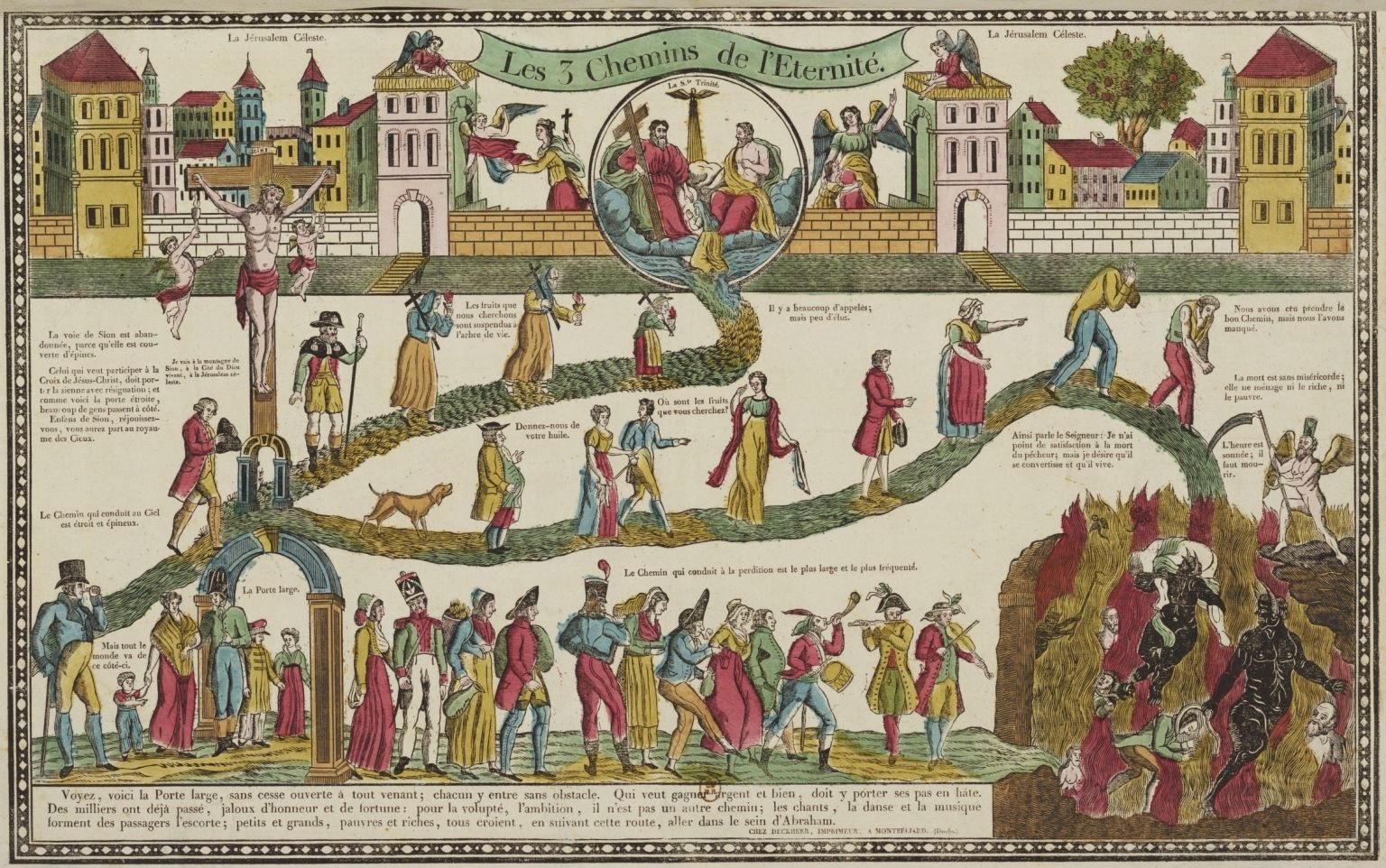
Charles Boulay, Les 3 chemins de l'éternité, 1825.
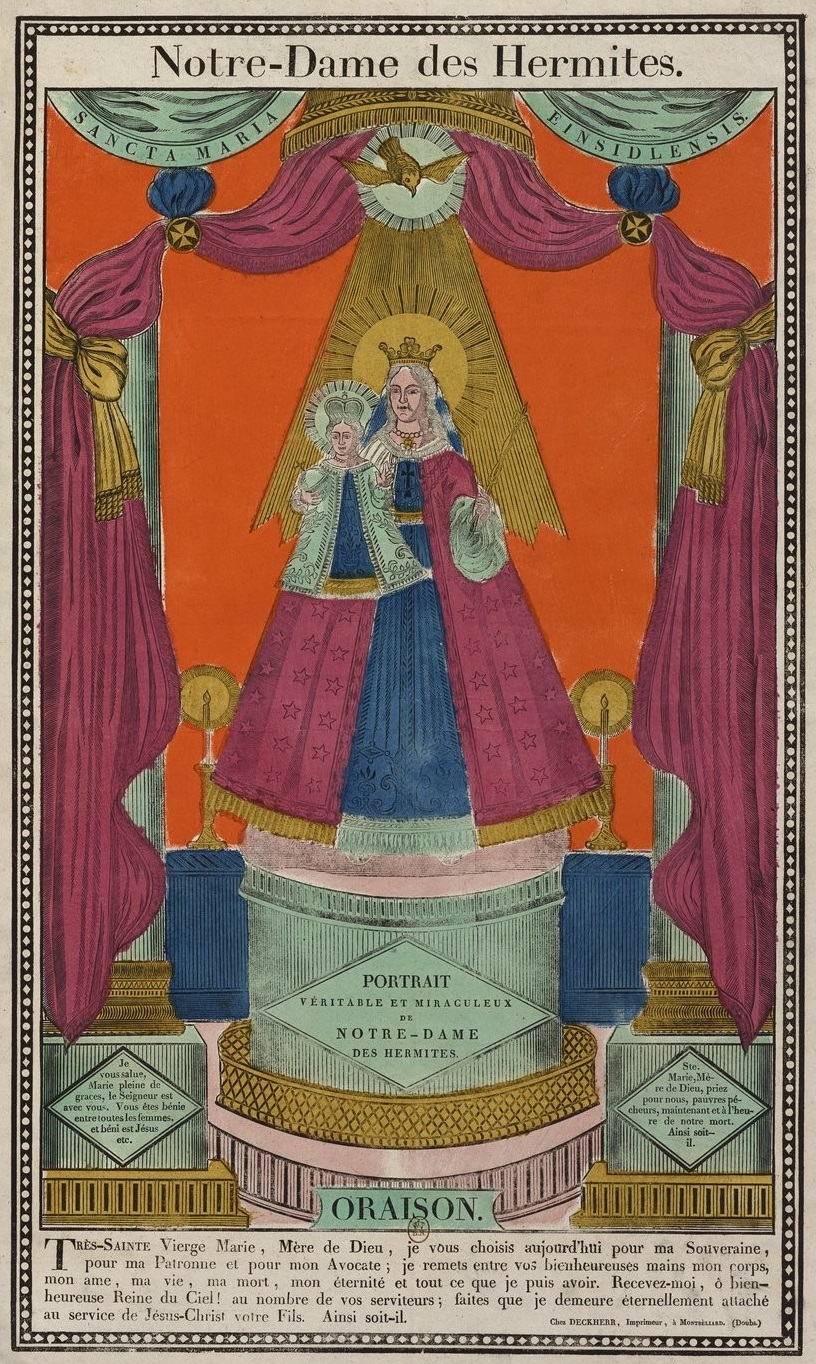
Notre-Dame des Hermites (Notre-Dame d'Einsiedeln), années 1820.
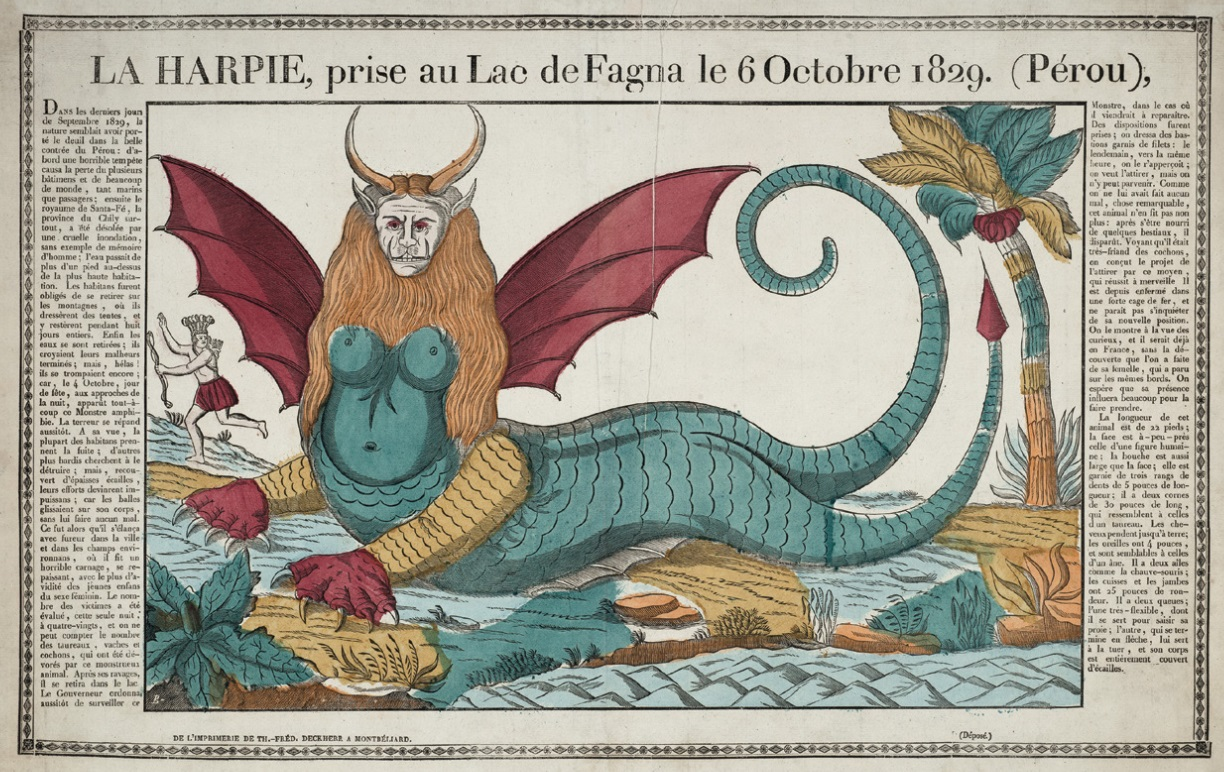
Charles Boulay, Harpie prise au lac de Fagna, 1830.